# Sant Cristòfol de la Vall
Sant Cristòfol de la Vall, de vegades anomenat Sant Cristòfol de Llimiana, és un poble de l'antic terme d'Aransís, actualment inclòs en el terme municipal de Gavet de la Conca, a la comarca del Pallars Jussà. Forma unitat geogràfica amb Sant Martí de Barcedana i Sant Miquel de la Vall, a llevant de la mateixa vall. El barranc de les Moles, afluent del de Barcedana és el que articula la vall on es troben els tres pobles, denominada des d'antic Vall de Barcedana.

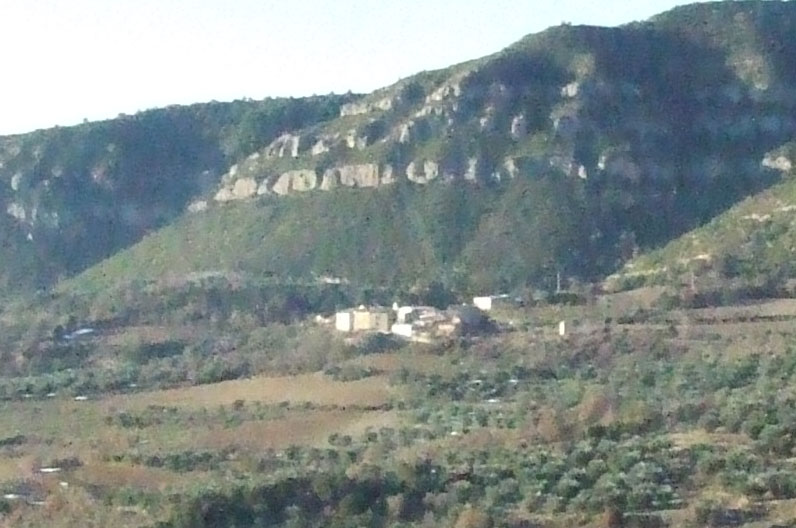
El poble en el seu entorn

En la proposta derivada per l'Informe Roca, la Vall de Barcedana integrada pels pobles de Sant Cristòfol de la Vall, Sant Martí de Barcedana i Sant Miquel de la Vall, encara actualment pertanyents a Gavet de la Conca, havia de passar a formar part d'un nou terme municipal, amb el nom de Montsec, integrat també pels termes municipals de Castell de Mur, Llimiana i Sant Esteve de la Sarga. El nou municipi de Montsec, a més, entrava a formar d'una de les quatre agrupacions municipals del Pallars Jussà, integrada per Tremp, Talarn i Montsec.
Sant Cristòfol de la Vall té església, dedicada a sant Cristòfol, que dona nom al poble. Fou primer sufragània de Santa Maria de Llimiana (almenys des del segle xv), i després del 1904 fou unida a Sant Miquel de la Vall. L'església tenia origen romànic, tot i que en el temple actual no se'n reconeix res. Documentada des del 930 en documents de Santa Maria de Gerri de la Sal, apareix en diversos documents episcopals fins al moment actual.
Aquestes esglésies no tenen rector propi. Atenen la parròquia de Sant Miquel de la Vall i les seves sufragànies els rectors in solidum de Gavet, residents tots dos a la rectoria de Tremp.
Havia format part del terme de la vila de Llimiana, i en el Fogatge del 1553 s'hi localitzen 8 focs (uns 40 habitants).
En el seu Diccionario geográfico..., Pascual Madoz descriu el poble, que feia poc que havia visitat en persona o a través d'un col·laborador. Hi diu que San Cristobal de la Vall està situat entre el penyal de Llimiana i el Montsec, que té bona ventilació i el clima és molt calorós a l'estiu i una mica fred i humit l'hivern. Els habitants pateixen malalties intermitents i gàstriques, produïdes per la mala qualitat de l'aigua. El poble té 20 cases d'un sol pis i mala distribució interior, formant carrers plans sense empedrar. No hi ha fonts, i els veïns treuen l'aigua de pous. No hi fa constar els veïns que tenia en aquell moment.
Amb una població molt semblant a la dels altres dos pobles de la vall, Sant Cristòfol té actualment 15 habitants; el 1970 en tenia 27, i el 1981, 29.